# Paleocastro (Creta)
Paleocastro o Palecastro (in greco Παλαίκαστρο?, Palaikastro o Palekastro; prima del 1970 scritto come: Παλαιόκαστρον, Paleokastron; geroglifico cretese abbreviazione PK) è un piccolo villaggio situato all'estremo orientale dell'isola di Creta.

## Storia
Le prime tracce di un piccolo insediamento risalgono al 2900 a.C. Successivamente, intorno al 1900 a.C., l'insediamento divenne un centro abitato di considerevoli dimensioni, urbanisticamente ben strutturato, che intratteneva contatti anche con Paesi stranieri  tra cui l'Egitto e l'Asia Minore. Intorno al 1760 a.C. (MM III secondo la datazione 14C) l'abitato venne distrutto da un terremoto cui seguì la ricostruzione.
Intorno al 1570 a.C. (TM IB datazione 14C) il territorio fu nuovamente colpito, e seriamente danneggiato, da un altro terremoto prima che, a  causa dell'eruzione di Thera/Santorini (1627-1600 a.C.), l'intera regione fosse ricoperta da uno strato di cenere e la città fosse inondata da uno o più tsunami, di almeno 9 metri, che ridusse gli edifici alle fondamenta.
Si hanno successivamente ancora evidenze di ulteriori distruzioni dovute ad incendi, forse di natura bellica (TM IB).

## Descrizione
Già durante la civiltà minoica la regione era un centro di commercio e la città raggiungeva gli oltre 50000 m².
Il porto di Itanos, oggi posto molti metri sotto al livello del mare, è già citato in tempi antichi. Il grande centro di commercio minoico di Roussolakkos, posto vicino alla spiaggia Chiona e scavato da archeologi inglesi, mostra chiaramente che la regione era uno dei più importanti snodi commerciali della civiltà minoica nella parte orientale dell'isola di Creta. Il Kouros di Paleocastro è la figura scolpita di un giovane recuperata in vari frammenti tra il 1987 ed il 1990.
Il villaggio resta libero dal turismo di massa. La principale attività dei circa 1414 abitanti (dati del Ministero degli Interni greco dal censimento nazionale del 2001) continua ad essere l'agricoltura. Vengono coltivati ulivi e viti, e restano pochi pescatori. La pesca commerciale è però difficoltosa a causa della maggiore pescosità del mar Mediterraneo. Il turismo è un'importante fonte di sostentamento, anche se non predominante.
Nella parte orientale del villaggio, visibile da distanza, si trova una collina dalla vetta pianeggiante chiamata Kastri(s). Questa collina diede il nome a Paleocastro nel Medioevo, quando la regione era dominata da Venezia. Sulla sua sommità piatta i veneziani stabilirono una fortezza. Nel corso dei secoli le pietre furono rimosse ed utilizzate dagli abitanti locali per la costruzione delle case.

## Galleria d'immagini

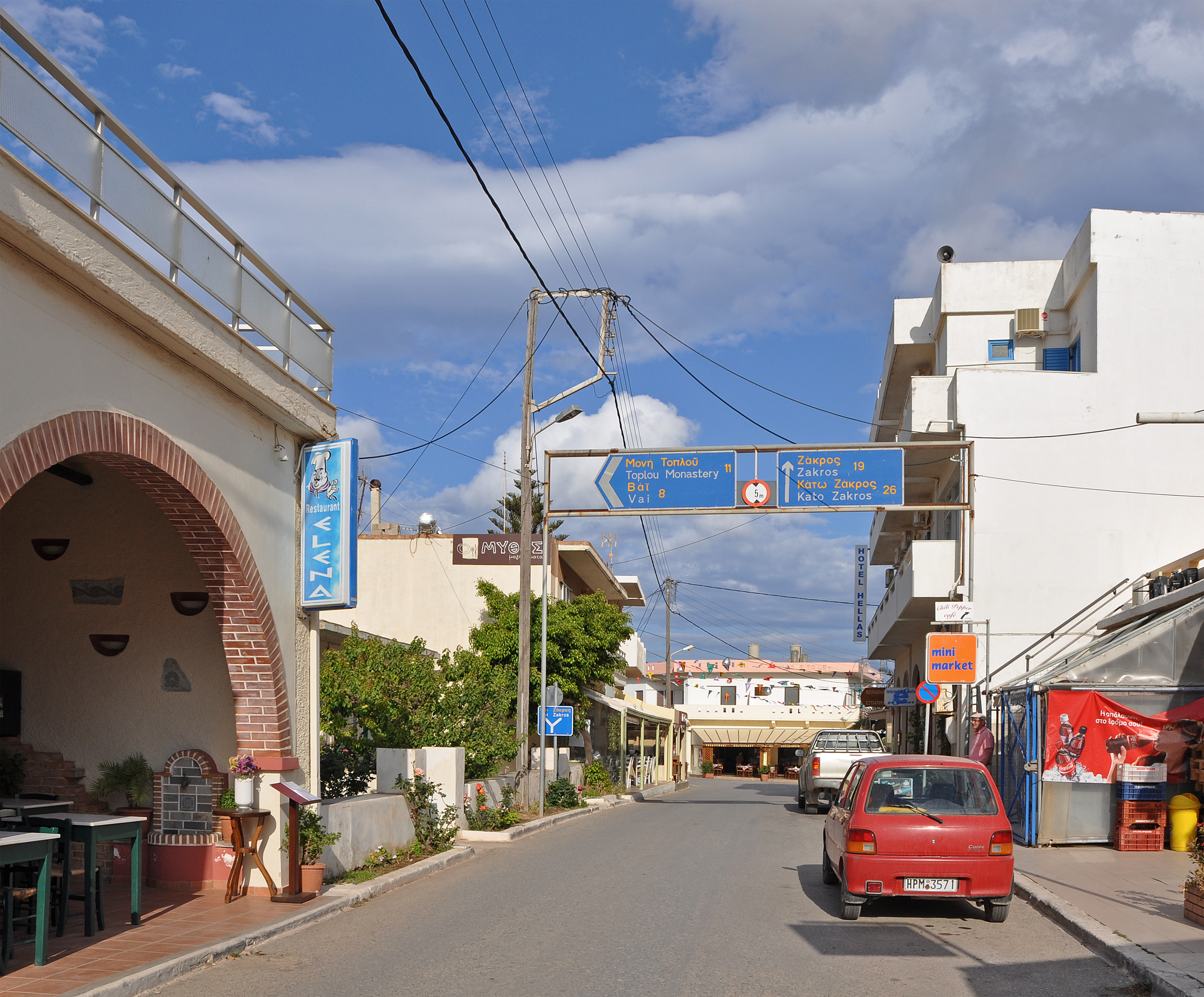
Paleocastro: Strada principale
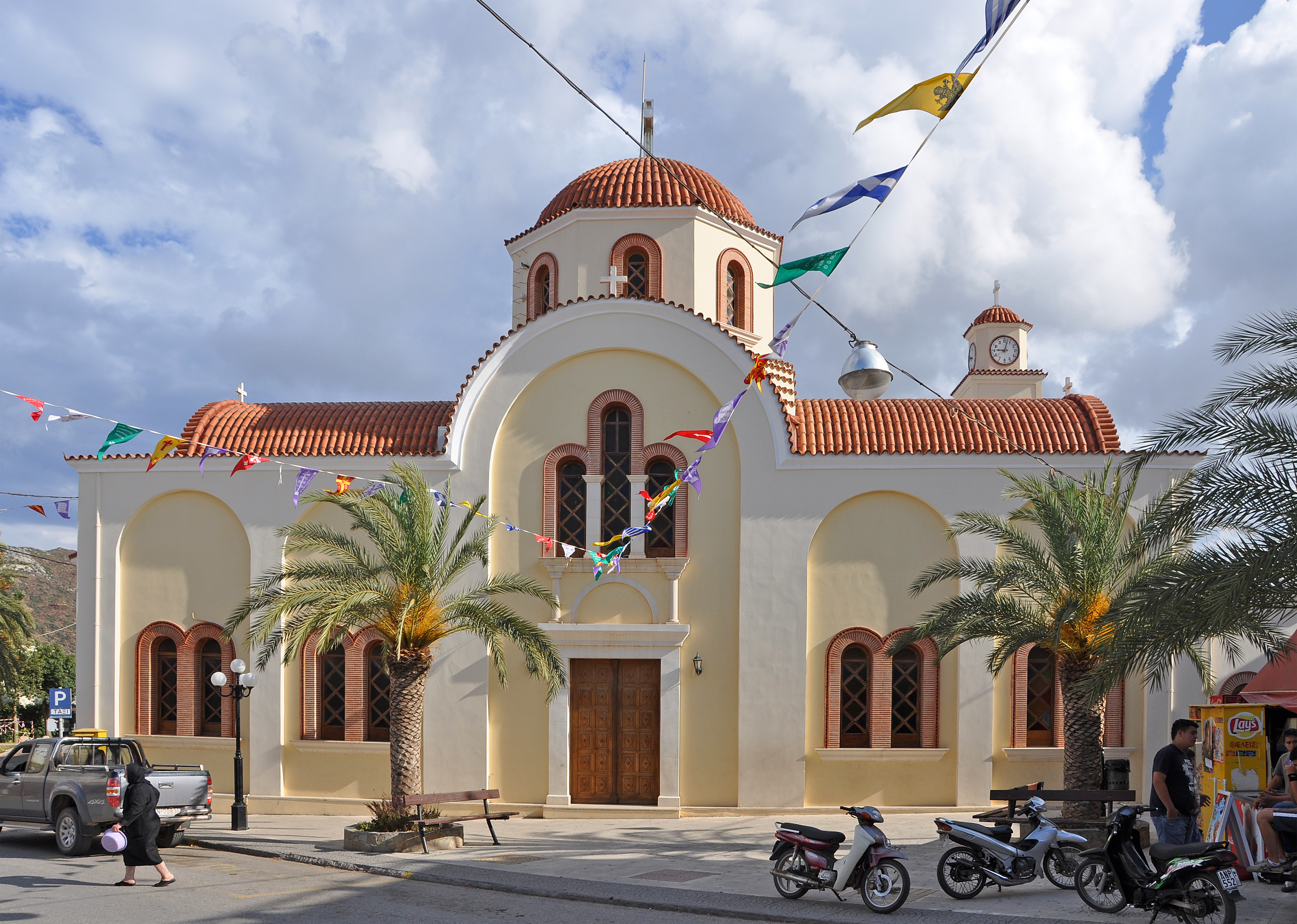
Paleocastro: La chiesa
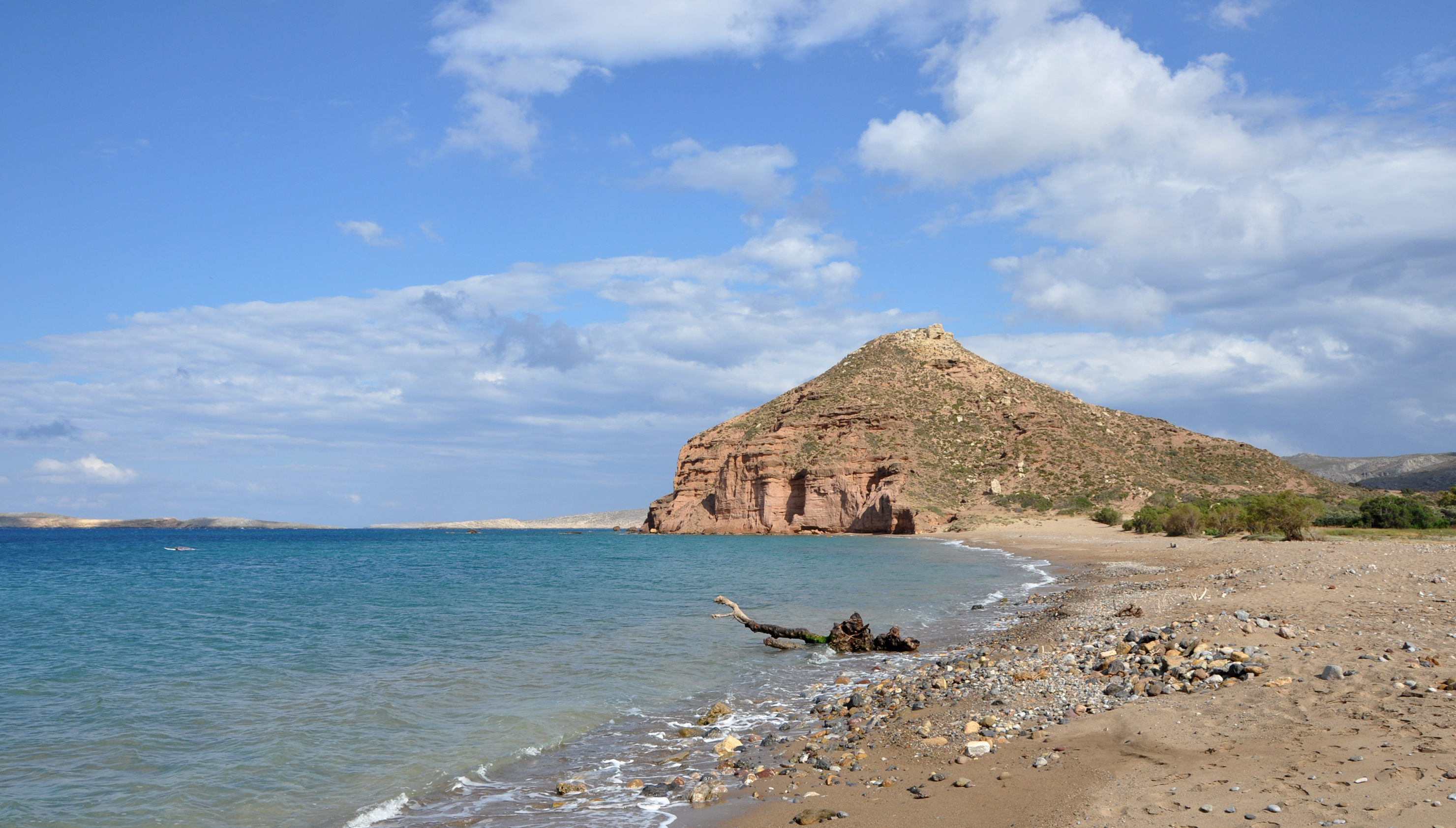
Paleocastro: Collina Castelli
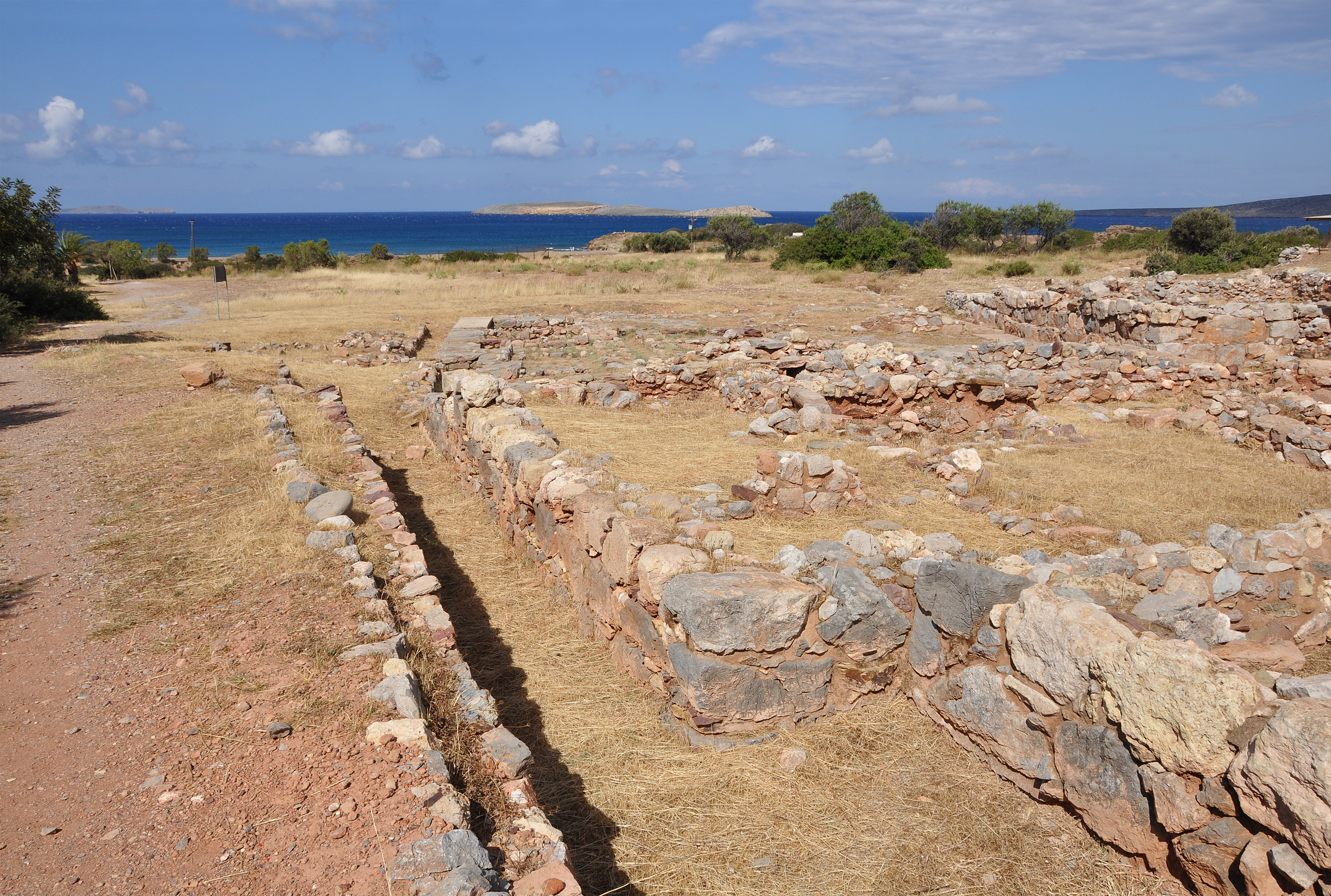
Il sito minoico di Roussolakkos